# Karl Storz (Verwaltungsjurist)
Karl Storz (* 2. September 1897 in Ochsenberg; † 10. August 1970 in Stuttgart) war ein deutscher Verwaltungsjurist und Landrat in Württemberg.

## Leben
Storz, Sohn eines Oberpräzeptors und evangelischer Konfession, studierte von 1919 bis 1921 Rechtswissenschaften in Tübingen und Würzburg. Er war seit dem Wintersemester 1918/19 Mitglied der Studentenverbindung Luginsland Tübingen. Er legte 1921 die erste und 1924 die zweite höhere Justizdienstprüfung ab. 1923 wurde er in Tübingen zum Dr. iur. promoviert.
1925 trat er in die württembergische Innenverwaltung ein. Von 1933 bis 1938 leitete er das Oberamt Waiblingen als Landrat. Danach war er bis 1939 in das Reichsinnenministerium abgeordnet, wo er 1939 Ministerialrat wurde.
Er leistete von 1939 bis 1940 Kriegsdienst und wurde dann Kreisverwaltungsabteilungschef bei der Militärverwaltung in den Niederlanden und in Frankreich. 1941 wurde er kommissarischer Regierungsvizepräsident in Wiesbaden. Von 1943 bis 1946 war er im Kriegsdienst und -gefangenschaft. Danach blieb er zunächst ohne Beschäftigung, bis er von 1948 bis 1949 Gehilfe der Verteidigung von Wilhelm Stuckart im Wilhelmstraßen-Prozess wurde. Von 1949 bis 1950 war er beim Verwaltungsgerichtshof Württemberg-Baden angestellt und ab 1950 im Innenministerium Württemberg-Hohenzollern tätig.
1952 wurde er stellvertretender Regierungspräsident in Tübingen und 1958 Präsident der Württembergischen Gebäudeversicherungsanstalt. 1963 trat er in den Ruhestand.